# Poblado talayótico de Torrellisar

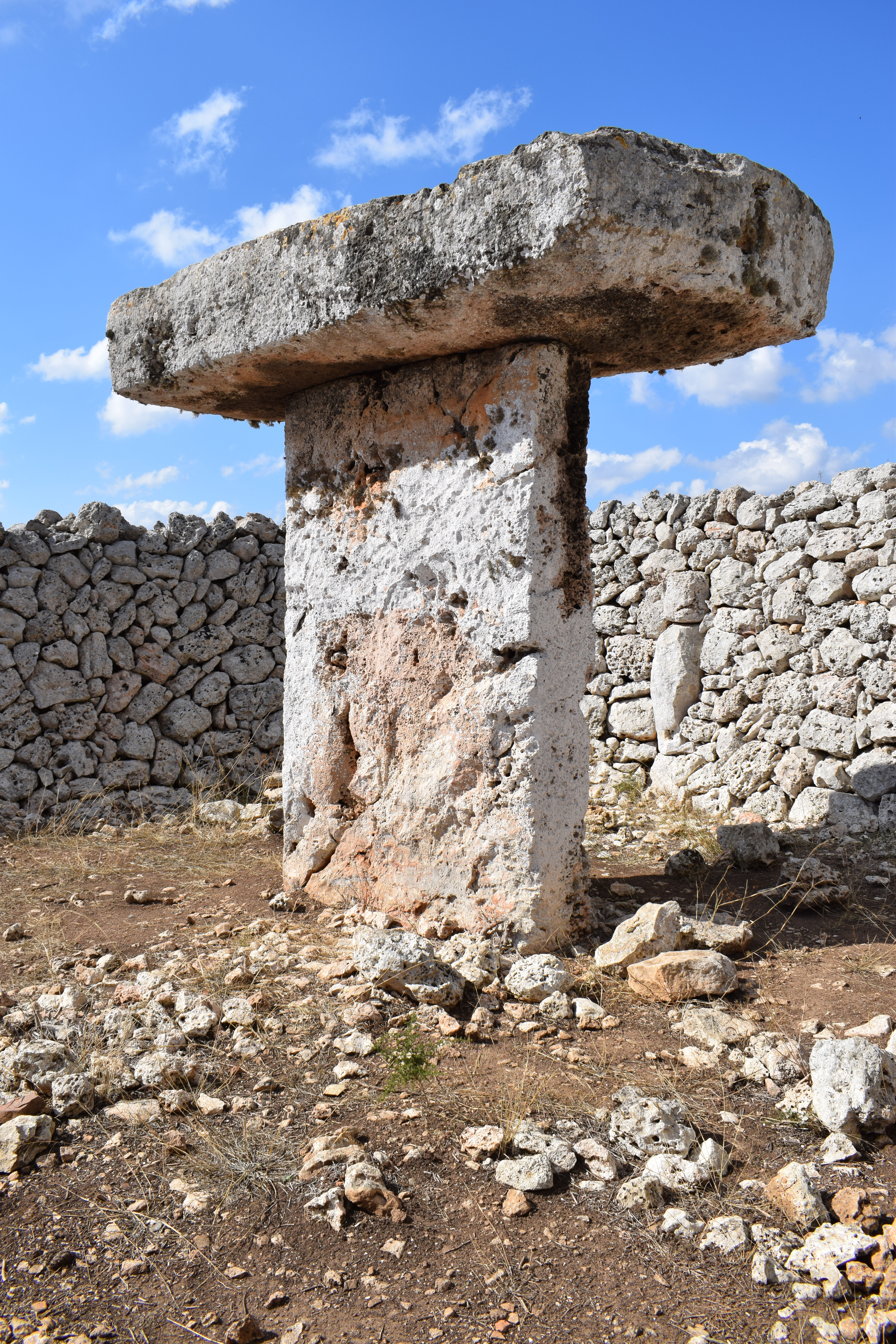
Vista de la taula de Torrellisar desde el interior del recinto de piedra en seco.

El poblado de Torrellisar (Alayor, Menorca) se encuentra muy alterado por los trabajos agrícolas y ganaderos que se  han realizado a lo largo de los siglos, después de su abandono, pero se  pueden ver una serie de restos, entre las cuales destaca la taula. Se  accede desde la carretera de Alayor a Cala en Porter. En el punto quilométrico 5,5, a la derecha, se toma el camino rural de Cotaina, y a 400 metros a la izquierda se encuentra el yacimiento. 
El recinto de taula se encuentra también muy transformado. Presenta un muro interior de piedra en seco de medida pequeña, levantado en época reciente, del que no se sabe exactamente con qué finalidad se construyó, pero que constituye un elemento interesante por sí mismo como construcción etnológica de piedra en seco. Tiene 6 pilastras encajadas en el muro. Se accede al interior del recinto por un corredor cubierto con losas, de 3 metros de largo, y 1,20 metros de ancho. El interior del recinto tiene la planta circular (de 8,70 metros de diámetro, aproximadamente). La taula se conserva en buen estado y sus medidas son considerables: la altura de la piedra apoyo es de 2,59 metros (la parte visible sobre el nivel del tierra, de forma que puede ser que sea más alta).
Los recintos de taula eran edificios religiosos donde sabemos, con base en excavaciones arqueológicas realizadas en otros yacimientos, que se  celebraban rituales que implicaban el consumo de vino y carne durante el talayótico final, a partir del 500 aC aproximadamente. Sobre este caso concreto no  tenemos datos, puesto que nunca ha sido objeto de una intervención arqueológica.

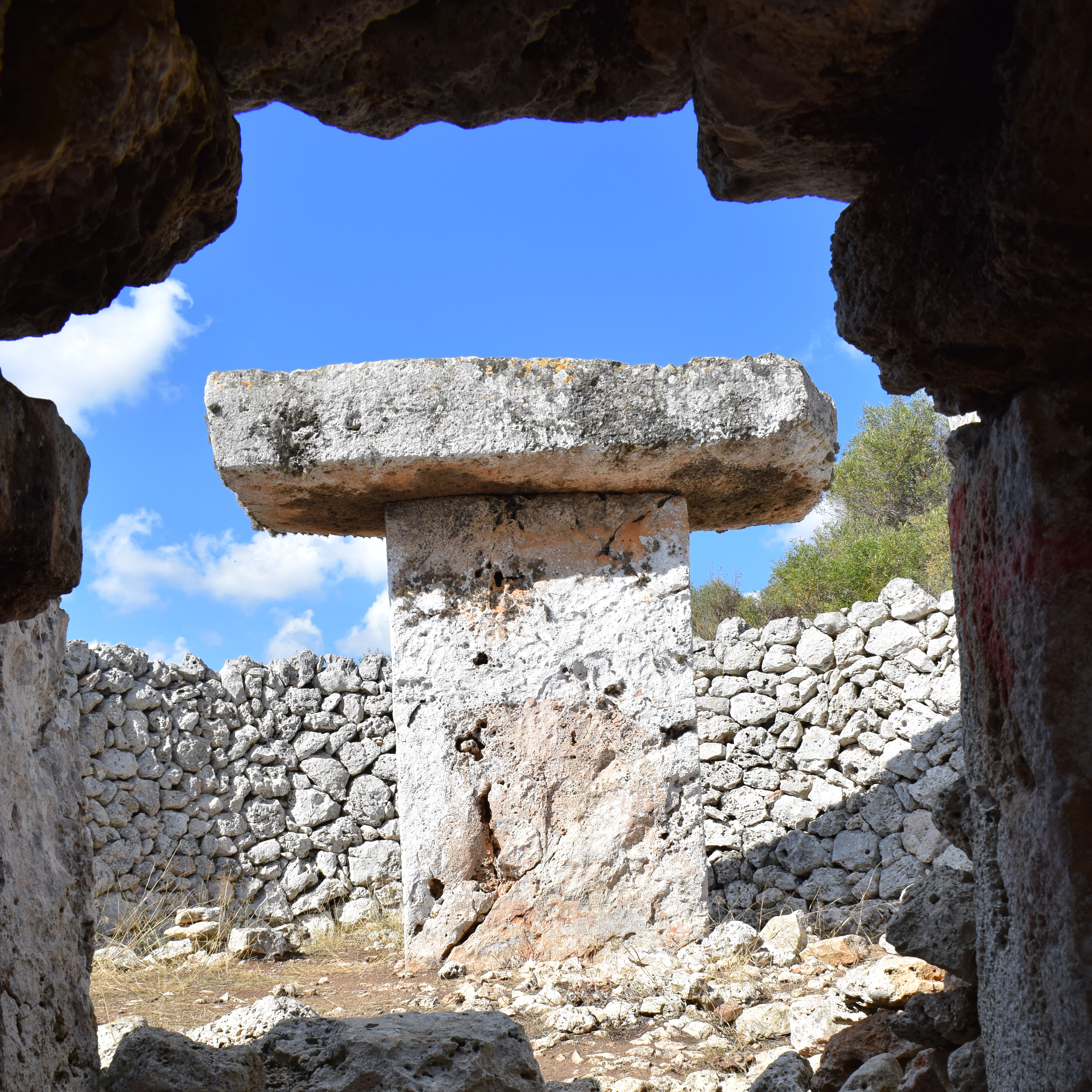
Vista de la taula de Torrellisar desde la entrada del recinto.

El poblado conserva también los restos de dos talayots muy enmascarados por las construcciones modernas, uno de los cuales parece tener una cámara interna. La función de los talayots, las grandes torres troncocónicas construidas con técnica ciclópea, que dan nombre a la cultura talayótica, no se conoce todavía con certeza. El yacimiento presenta también restos otras estructuras dispersas por toda la zona arqueológica.

## Cronología
Desde inicios de la época talayótica (bronce final) hasta el talayótico final (Edad del Hierro). Reutilizado en época contemporánea.